# Jan Jodl

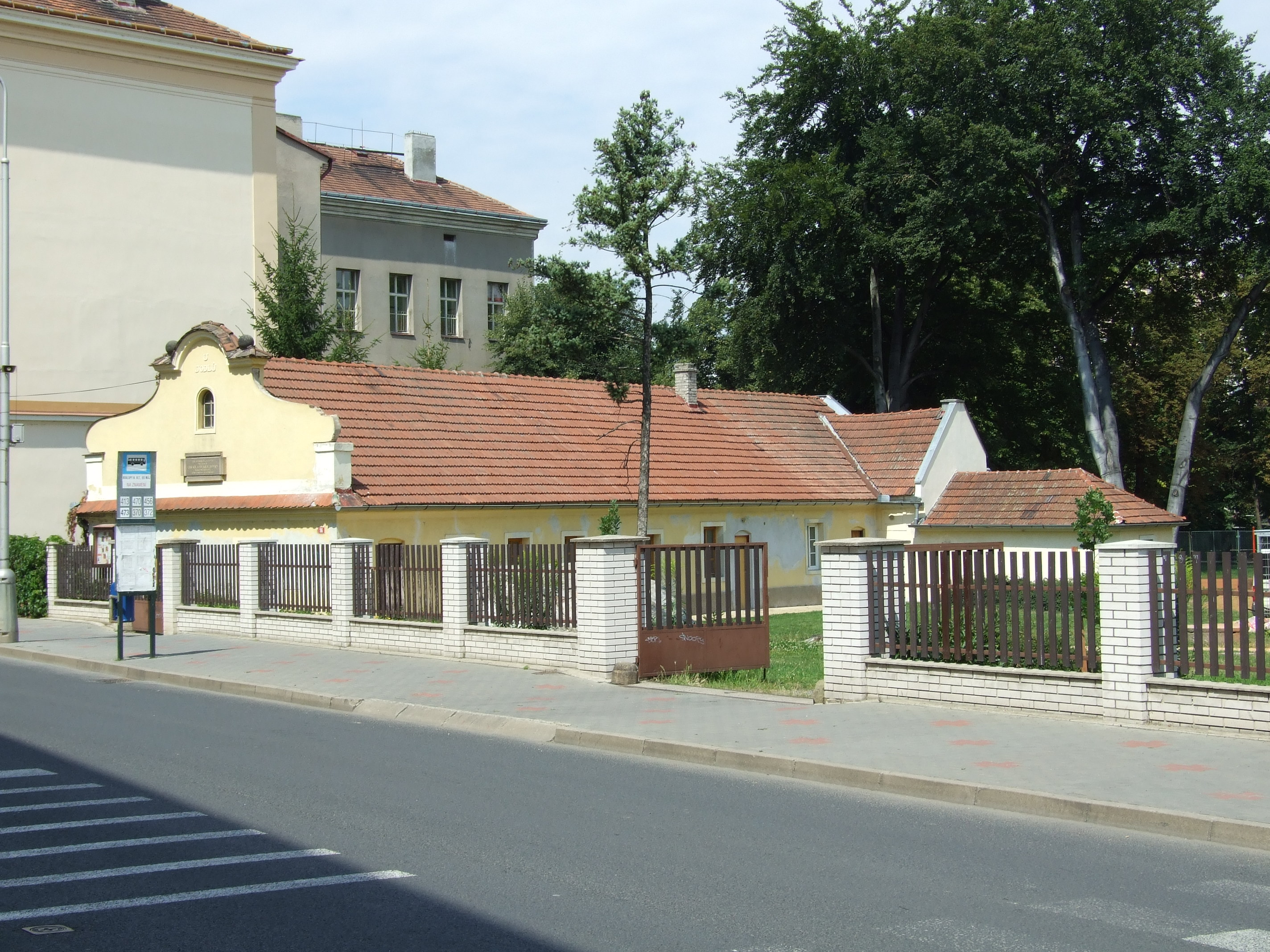
Dům č. p. 16 U Jodlů v Kralupech

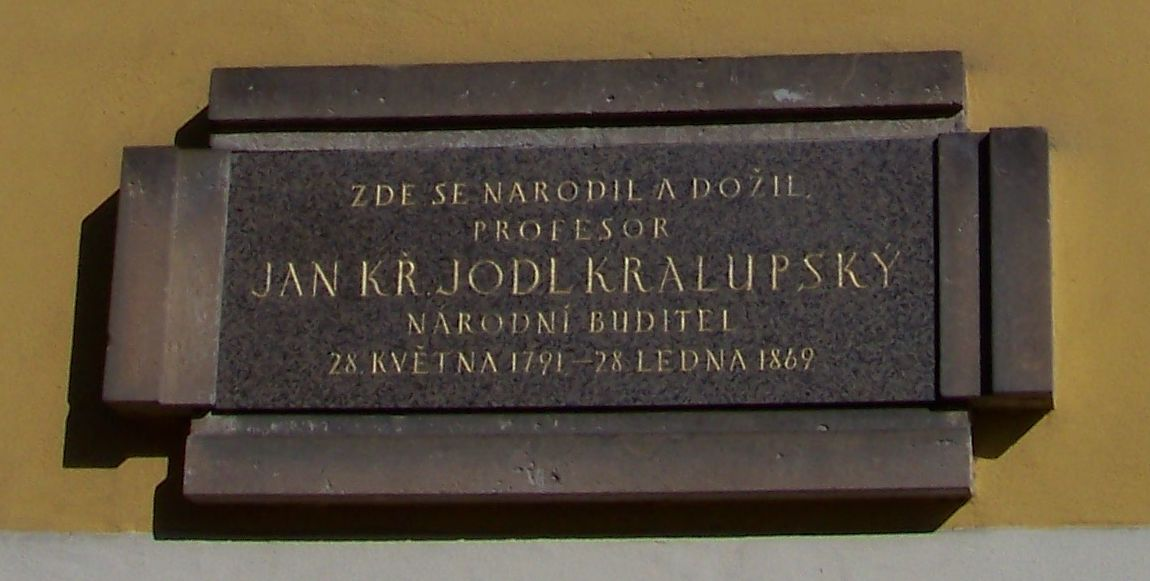
Pamětní deska, upomínající na Jana Jodla

Jan Jodl, podepisující se Jan Jodl Kralupský či Jan Křestitel Jodl Kralupský, (28. května 1791 Kralupy nad Vltavou – 28. ledna 1869 Kralupy nad Vltavou) byl český národní buditel a jazykovědec, bohemista, slavista a slavjanofil.

## Život
Narodil se ve starém selském rodě v Kralupech jako jedno z 10 dětí. Kralupy v té době byly malou vesničkou s 21 či 18 staveními. Statek zvaný u Jodlů či Jodlovna, č. p. 16, patřil k nejstarším a největším ve vsi, Jodlovi zde byli usazeni od roku 1687. Patřilo k němu 65 strychů polí, výsadní hospoda a dvě velké zahrady.
Do školy chodil v Minicích, v Praze pak vystudoval gymnázium a klasickou filologii. Pod vlivem Josefa Dobrovského se stal znalcem slovanských jazyků (ovládal je téměř všechny) a nadšeným slavjanofilem. Krom toho ovládal němčinu, italštinu, francouzštinu, latinu a řečtinu.
Prvním jeho pedagogickým působištěm byl Písek, poté učil na gymnáziu v Jičíně. Od druhého pololetí školního roku 1815/1816 získal v konkurzu na gymnáziu v Litoměřicích (kde se usadil 16. února 1816) místo profesora, které se uvolnilo po 16letém působení Josefa Jungmanna, který odcházel do Prahy. V tomto školním roce byla na gymnáziích nařízením dvorské kanceláře zavedena čeština jako nepovinný předmět a proto byli za profesory přednostně přijímáni žadatelé, kteří ji ovládali. Češi tvořili na litoměřickém gymnáziu asi třetinu žactva a výuku češtiny zde Josef Jungmann zavedl již roku 1800, jako první v království.
Ačkoliv v roce Jodlova narození byla na pražské univerzitě otevřena katedra českého jazyka, Dobrovský i Jungmann psali své knihy o češtině německy nebo latinsky. K výuce byla k dispozici německy psaná mluvice Ausführliches Lehrgebäude der böhmischen Sprache od Josefa Dobrovského. Je známo, že tuto učebnici přeložil do češtiny v roce 1822 Václav Hanka. V. J. Nováček však našel v dopise, který psal František Palacký Josefu Jungmannovi 3. prosince 1818, zmínku o Jodlem psaném rukopisu české mluvnice, který Palacký obdržel v balíčku, což by podle Nováčka mohlo znamenat, že Dobrovského mluvnici přeložil do češtiny a zpracoval Jan Jodl už o 4 roky před Hankou. Další stopy tohoto Jodlova rukopisu se však badatelům nepodařilo nalézt. Mezi jeho žáky v Litoměřicích patřili pozdější církevní historik Josef Ginzel, hudební skladatel Václav Jindřich Veit, spolutvůrce Františkových Lázní Paul Cartellieri a další.
V Litoměřicích pobyl jen dva a půl roku a odešel do Chorvatska, protože 14. dubna 1818 ve svých 27 letech se stal na základě konkurzu ředitelem gymnázia ve Vinkovcích a současně ředitelem veškerého školství tzv. Vojenské hranice, tedy nárazníkové oblasti mezi habsburskou monarchií a Osmanskou říší (jeho funkce nesla název „generální ředitel studií a všeho školství ve Vojenské hranici Slovanskořímské i v území Šajkášů v Království uherském“). Služební přísahu složil u Krajského úřadu v Litoměřicích a od zdejší vojenské pokladny získal i zálohu na cestovní náklady. S Dobrovským, Jungmannem, Hankou, Šafaříkem, Palackým či Klicperou nadále udržoval písemný styk. Celkem zde působil 7 let.
V roce 1826 se vrátil do vlasti a nastoupil jako profesor na gymnáziu v Brně, kde v německojazyčném prostředí působil až do roku 1848. Toho roku se zúčastnil Slovanského sjezdu v Praze jako „posel národa českoslovanského k národu jihoslovanskému“, z následujících bojů na barikádách obležené Prahy pak unikl přes vltavský jez.
Měl neustále konflikty v zaměstnání i v rodině. Kvůli své účasti v revolučních událostech byl 15. prosince 1848 zbaven místa na brněnském gymnáziu. Kvůli jeho vlasteneckým aktivitám se s ním rozešla i manželka a syn. Jeho jediný syn se odnárodnil a stal se rakouským důstojníkem.
Během života se čtyřikrát pokusil o získání profesury na univerzitě, ale nikdy ji nezískal, což je přičítáno jeho vlastenectví a zaměření jeho literární činnosti.
Přispíval do časopisů Lumír či Květy. Psal odborná jazyková díla, například:
- Krasomluva skumná i výkonná čili nauka o prose vyšší neb ozdobné
- První počátkové mluvnice latinské na základě jazyka českoslovanského
- Česká mluvnice, tiskem nikdy nevyšla, rukopis je uložen ve sbírkách rukopisů Národního muzea.

Společně s Dobrovským, Koubkem a Jungmannem spolupracovali na edičním záměru Malé české encyklopedie.
Na přímluvu vlivných přátel získal nakrátko ještě místo na akademickém gymnáziu v Praze a roku 1851 (či 1861) byl penzionován. Nejprve žil opuštěný a sám s malou penzí v Praze, po deseti letech si ho jako sedmdesátiletého odvezl synovec Matěj Jodl na rodinný statek do Kralup a příbuzní mu zde poskytovali obživu. Napsal a vlastním nákladem roku 1866 vydal čítanku s názvem Děje- národo- a mluvopisný obzor česko-slovanský částečně i všeslovanský, čímž se nesmírně zadlužil. Napsal také Českou mluvnici, která však tiskem nikdy nevyšla.
Zemřel 28. ledna roku 1869 roztrpčen a zklamán. Jeho pohřbu na minickém hřbitově se zúčastnili tři kněží a tisíce lidí z Podřipska a byl pohřben v rodinné hrobce Jodlů. Na později postaveném pomníku jsou vytesána jména 15 členů rodiny, ale jeho jméno mezi nimi chybí. Poslední potomci rodu prodali usedlost v Kralupech v roce 1919 či 1920 Sokolu, který zde sídlí dodnes. Na výstavbu zamýšleného velkého Sokolského domu na tomto pozemku však Sokol nikdy peníze nenašetřil. V roce 1932 byla na Jodlovně odhalena pamětní deska Janu Kř. Jodlovi Kralupskému. Ulice, v níž se dům nachází, dostala na počest Jana Jodla jméno Jodlova.